# Themba Zwane
Themba Zwane (ur. 3 sierpnia 1989 w Umazi) – południowoafrykański piłkarz grający na pozycji ofensywnego pomocnika. Jest wychowankiem klubu Mamelodi Sundowns.

## Kariera klubowa
Swoją karierę piłkarską Zwane rozpoczął w klubie Mamelodi Sundowns. W sezonie 2010/2011 stał się członkiem pierwszego zespołu. W Premier Soccer League zadebiutował w jego barwach 30 października 2011 w wygranym 5:1 domowym meczu z Black Leopards. W sezonie 2013/2014 został wypożyczony do klubu Mpumalanga Black Aces. Swój debiut w nim zaliczył 2 sierpnia 2013 w przegranym 0:1 domowym spotkaniu z Kaizer Chiefs. Latem 2014 wrócił do Mamelodi Sundowns. W sezonie 2014/2015 ponownie wywalczył z nim wicemistrzostwo kraju oraz zdobył Nedbank Cup.
| Sezon   | Klub                  | Kraj              | Rozgrywki | Mecze | Gole |
| ------- | --------------------- | ----------------- | --------- | ----- | ---- |
| 2010/11 | Mamelodi Sundowns     | Południowa Afryka | PSL       | 0     | 0    |
| 2011/12 | Mamelodi Sundowns     | Południowa Afryka | PSL       | 14    | 1    |
| 2012/13 | Mamelodi Sundowns     | Południowa Afryka | PSL       | 11    | 0    |
| 2013/14 | Mpumalanga Black Aces | Południowa Afryka | PSL       | 27    | 4    |
| 2014/15 | Mamelodi Sundowns     | Południowa Afryka | PSL       | 21    | 2    |
| 2015/16 | Mamelodi Sundowns     | Południowa Afryka | PSL       |       |      |

## Kariera reprezentacyjna
W reprezentacji Południowej Afryki Zwane zadebiutował 26 maja 2014 w zremisowanym 1:1 towarzyskim meczu z Australią. W 2015 roku został powołany do kadry na Puchar Narodów Afryki 2015. Był na nim rezerwowym zawodnikiem i nie rozegrał żadnego meczu.